# Gaetano Afan de Rivera
Gaetano Afan de Rivera (Palermo, 25 luglio 1816 – Trieste, 7 giugno 1870) è stato un militare italiano, generale dell'Esercito delle Due Sicilie.

## Biografia
Figlio di Carlo, marchese di Villanueva de las Torres, e di Luigia Ferrari, apparteneva all'antica famiglia che diede i natali, tra gli altri, al viceré di Napoli Pedro Afán de Ribera.
Iniziò la carriera militare nel 1827, acquistando il grado di capitano nei reggimenti siciliani, e percorse con successo la gerarchia militare. Il 30 novembre 1837 sì unì in matrimonio a Gaeta con Amalia Nicoletti Martelli.
Fu protagonista dei combattimenti nell'ambito della riconquista della Sicilia nel 1848, dove, al comando del 4° Cacciatori, partecipò alla presa di Messina e a quella di Catania. In particolare, per il comportamento tenuto negli scontri di Gibilrossa e Belmonte, ricevette la medaglia d'oro di prima classe e la croce di diritto di S. Giorgio.
Dopo l'invasione del Regno delle Due Sicilie da parte delle truppe garibaldine e piemontesi, fu richiamato a Napoli, dove tentò di riorganizzare l'esercito, e successivamente partecipò alla difesa di Capua.
Nel 1855 fu promosso brigadier generale, ed assunse il comando della brigata di Palermo; il 19 aprile 1860 fu promosso maresciallo di campo.
Dopo la caduta del Regno, seguì Francesco II di Borbone in esilio, spostandosi successivamente a Trieste. Qui entrò in contatto con uno dei numerosi movimenti legittimisti dell'epoca, riuscendo nel 1866 ad evitare un processo a Catania, dove erano stati catturati alcuni congiurati.